# فیتلر اسکوئر (فیلادلفیا)
فیتلر اسکوئر (به انگلیسی: Fitler Square) یک منطقهٔ مسکونی در ایالات متحده آمریکا است که در فیلادلفیا واقع شده‌است. یک پارک عمومی ۰/۵ هکتاری است در فیلادلفیا، پنسیلوانیا است و محله‌ای در فیلادلفیا به‌شمار می‌رود، این میدان از شرق به خیابان ۲۳ و از غرب به خیابان ۲۴ و همچنین از شمال به خیابان پاناما و از جنوب به خیابان پاین محدود می‌شود. این محله جنوب غربی مرکز شهر و همچنین غرب میدان ریتن‌هاوس و شرق رود اسکوکل را در بر می‌گیرد.
میدان فیتلر در سال ۱۸۹۶ با یاد و خاطره ادوین هنری فیتلر شهردار فیلادلفیا در اواخر قرن نوزدهم و پس از مرگ وی نامگذاری شد. این میدان در زمینی متعلق به شهر فیلادلفیا از طریق اداره پارک‌ها و تفریح، قرار دارد و از طریق مردم مراقبت می‌شود. مشارکت خصوصی بین گروه پارک‌ها و تفریحات و انجمن بهبود میدان فیتلر انجام می‌گیرد.

## محله
نام «میدان فیتلر» نیز برای توصیف محدوده اطراف میدان مورد استفاده قرار می‌گیرد که تقریباً از شرق به خیابان ۲۱ و از غرب به رود اسکوکل و همچنین در شمال به خیابان لوکست و در جنوب به خیابان جنوبی محدود می‌شود. در شرق این محله، میدان ریتنهاوس قرار دارد. در غرب محله دانشگاه سیتی، محل دانشگاه پنسیلوانیا و دانشگاه درکسل قرار دارد. در جنوب و جنوب غربی و مرکز شهر قرار دارد (همچنین به عنوان «محله جنوبی» یا به «منطقه بیمارستان فارغ التحصیلان» شناخته می‌شود). بخشی از مرکز شهر که در اطراف میدان فیتلر و میدان ریتن‌هاوس قرار دارد، بعضاً پس از دو پارک «ریت فیت» نامیده می‌شود.

## موسسات آموزشی
مدرسه فیلادلفیا، یک مؤسسه خصوصی، در محله فیتلر اسکوئر، در خیابان ۲۵۰۱ لومبارد واقع شده‌است. این مدرسه، که در ۱۹۷۲ افتتاح شد، کلاسهای پیش دبیرستانی را تا کلاس‌های هشتم تدریس می‌کند.
کتابخانه رایگان فیلادلفیا که مرتبط با مؤسسه شهر فیلادلفیا است در طبقه اول و زیرزمین یک مجتمع آپارتمانی در خیابان لوکست ۱۹۰۵ قرار دارد.